# アンナ・アマーリア・フォン・ブラウンシュヴァイク＝ヴォルフェンビュッテル
アンナ・アマーリア・フォン・ブラウンシュヴァイク＝ヴォルフェンビュッテル（Anna Amalia von Braunschweig-Wolfenbüttel, 1739年10月24日 - 1807年4月10日）は、ザクセン＝ヴァイマル＝アイゼナハ公エルンスト・アウグスト2世の妃。

## 生涯
ブラウンシュヴァイク＝ヴォルフェンビュッテル公カール1世と妃フィリッピーネ・シャルロッテ（プロイセン王フリードリヒ2世の妹）の娘として、ヴォルフェンビュッテル（現在のニーダーザクセン州）で生まれた。兄はプロイセン元帥として知られるカール・ヴィルヘルム・フェルディナント。
1756年3月16日、エルンスト・アウグストと結婚。しかしわずか2年後に夫は死去し、彼女は身重の体で、長男カール・アウグストの摂政をつとめることになった。同年、次男フリードリヒ・フェルディナント・コンスタンティンを出産。
七年戦争という一大事にもよく公国の舵をとり、カール・アウグストが成人した1775年に摂政を辞した。芸術のパトロンとして知られ、作曲をする才女だった。彼女は、ヘルダー、ゲーテ、シラーらをヴァイマルへ招聘した。幼い大公の教師をつとめたのは、シェイクスピアのドイツ語翻訳者で詩人のヴィーラントであった。アンナ・アマーリアは、85万冊もの蔵書をもつ『アンナ・アマーリア大公妃図書館』を創設した。

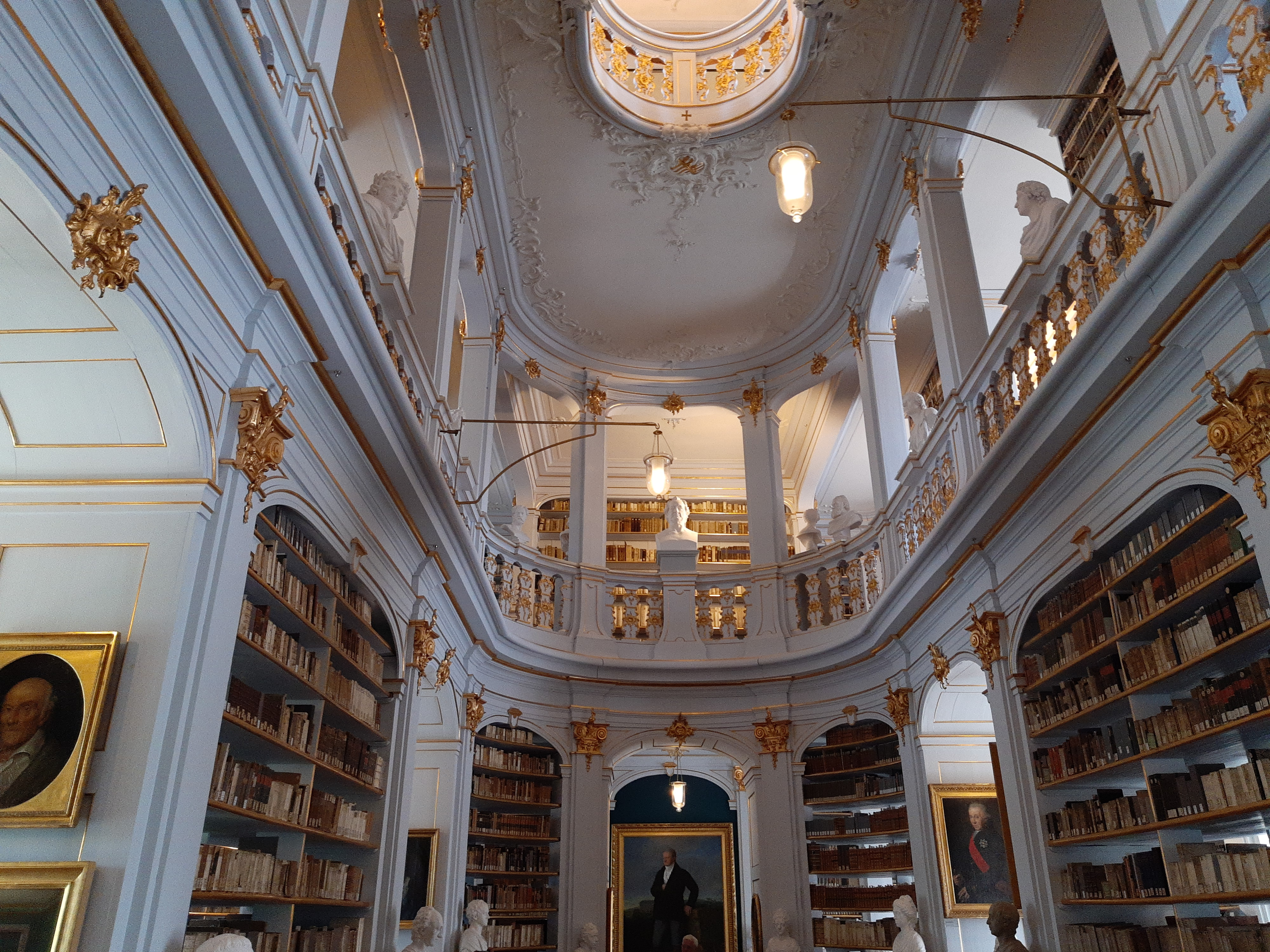
アンナ・アマーリア大公妃図書館
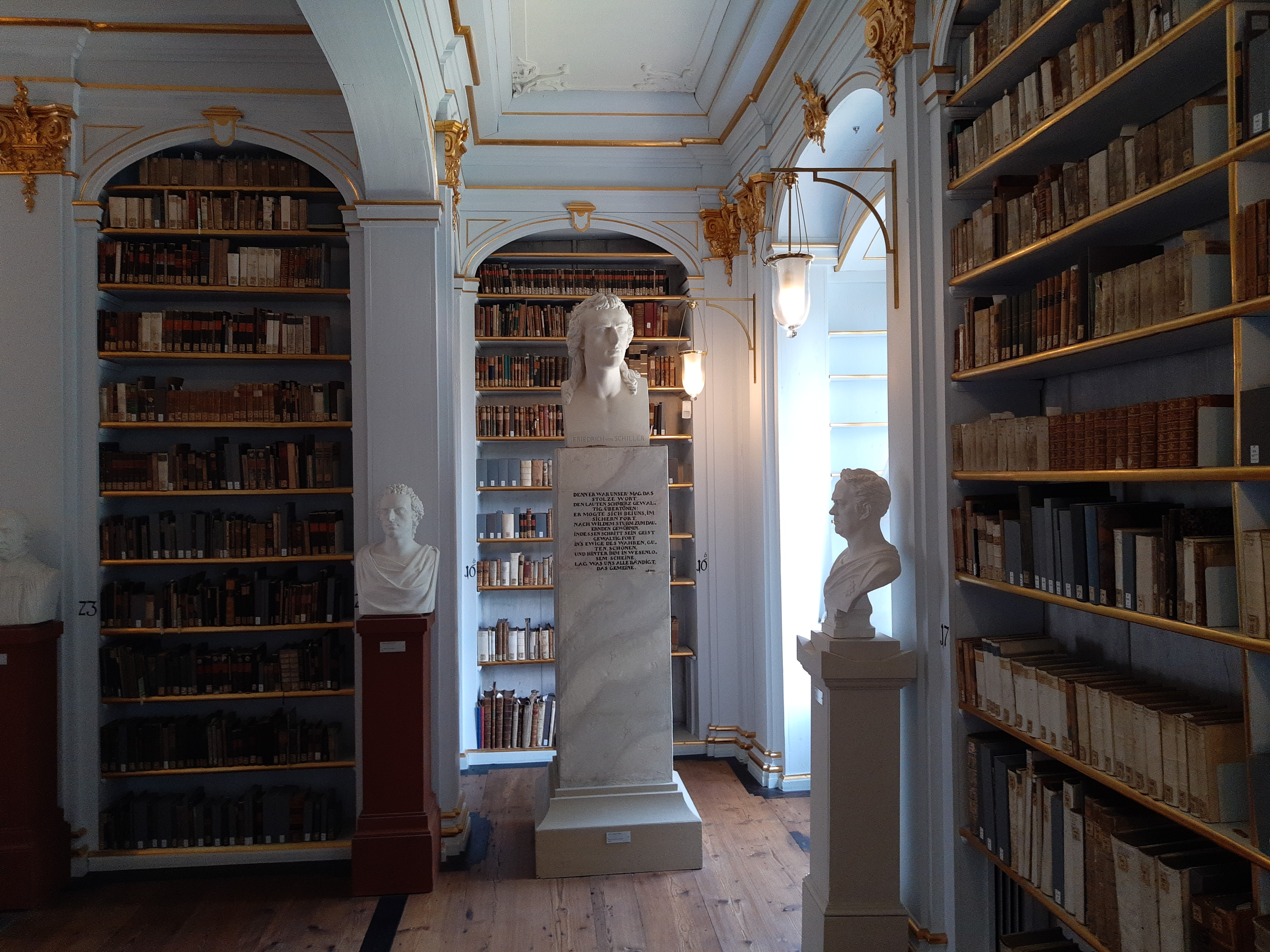
アンナ・アマーリア大公妃図書館

## 子女
- カール・アウグスト（1757年 - 1828年）- ザクセン＝ヴァイマル＝アイゼナハ大公
- フリードリヒ・フェルディナント・コンスタンティン（英語版）（1758年 - 1793年）